# Bandeira do Montenegro
A versão actual da Bandeira do Montenegro aparece descrita no artigo 4.º da lei que regula os seus símbolos e foi aprovada pelo parlamento do Montenegro a 12 de Julho de 2004.
A bandeira é vermelha debruada a dourado, e figura na sua parte central o escudo do Montenegro, adoptado em 1993. A altura do escudo é de 2/3 da bandeira. Este escudo foi o brasão do Rei Nicolau I de Montenegro mas eliminaram-se as suas iniciais HI (em cirílico) da figura. 

## Galeria de bandeiras históricas
|  |  |
|  |  |